# 正親町三条実義
正親町三条 実義（おおぎまちさんじょう さねよし）は、江戸時代後期の公卿。権中納言・正親町三条公則の子。官位は従三位・権中納言。正親町三条家26代。

## 経歴
寛政11年（1799年）叙爵され、以降累進して侍従・右近衛少将・左近衛権中将・参議を経て、文政元年（1818年）には従三位となり公卿に列する。同年に踏歌節会外弁を務めたが、文政3年（1821年）に薨去。享年23。

## 系譜
- 父：正親町三条公則
- 母：真 - 勧修寺経逸娘
- 妻：松姫 - 松平光年娘
  - 男子：正親町三条公厚
  - 男子：正親町三条実愛